# Таламический стимулятор
Таламический стимулятор — это относительно новое хирургически имплантируемое в таламус медицинское устройство, которое предназначено для подавления или уменьшения резистентного тремора, вызванного таламокортикальной дизритмией.
, например, возникшей вследствие болезни Паркинсона или вследствие эссенциального тремора. Таламический стимулятор может также быть эффективен для устранения или уменьшения резистентных нейропатических болей, в частности, болей, связанных с таламическим синдромом. Это было впервые показано ещё в 1977 году. Эффективен таламический стимулятор и для лечения резистентной эпилепсии, резистентных форм синдрома Туретта.
Таламический стимулятор является разновидностью нейростимулятора. Другие известные на настоящий момент типы медицинских нейростимуляторов включают в себя кохлеарный имплантат, имплантаты, предназначенные для стимуляции блуждающего нерва, и имплантаты, предназначенные для глубокой стимуляции мозга (стимуляции структур головного мозга, лежащих ещё глубже, чем таламус).

## История
Впервые таламический стимулятор был разрешён к медицинскому использованию в США 4 августа 1997 года, когда FDA, основываясь на результатах рандомизированных клинических исследований, одобрила его применение в медицине для лечения тремора, связанного с болезнью Паркинсона и эссенциальным тремором.

## Показания к применению
Имплантация таламического стимулятора является инвазивным хирургическим вмешательством, несущим с собой риск побочных эффектов и осложнений, в том числе иногда тяжёлых и необратимых. Поэтому имплантация таламического стимулятора, как метод лечения, обычно резервируется для использования только у пациентов с достаточно тяжёлым, инвалидизирующим тремором, и только в случаях, когда другие методы лечения не помогают, или помогают слабо и недостаточно, то есть когда пациент оказался полностью или частично резистентным к более традиционным или стандартным методам лечения, например, фармакологическим или к использованию методик биологической обратной связи и таких неинвазивных методов стимуляции головного мозга, как транскраниальная магнитная стимуляция.

## Техника операции
Операция имплантации таламического стимулятора сводится к тому, что один или несколько электродов вживляются в таламус пациента, в те его ядра, которые ответственны за связь с полосатым телом, мозжечком и двигательной корой, за контроль движений и управление тонусом мышц. Электроды, идущие от таламуса, соединяются с подкожными проводами, ведущими к собственно таламическому стимулятору, который тоже может быть вживлён, или может подключаться снаружи, как носимое устройство. В случае вживления в тело, сам таламический стимулятор вживляется обычно не в полость черепа, а, например, под мышцами грудной клетки.
Для получения оптимальных результатов имплантации таламического стимулятора, как и в случае многих других нейрохирургических вмешательств, важно, чтобы пациент во время операции находился в сознании и разговаривал с хирургом, сообщая об ощущениях от стимуляции того или иного участка головного мозга в процессе продвижения электродов. После имплантации устройство может быть настроено или запрограммировано врачом на подачу импульсов той или иной частоты, длительности, амплитуды и скважности. Оно также может включаться и выключаться самим пациентом в течение дня. Такая гибкость современных таламических стимуляторов обеспечивает лучшую терапевтическую эффективность и лучшую переносимость таламической стимуляции по сравнению с менее гибко программируемыми и неотключаемыми таламическими стимуляторами, применявшимися на ранних этапах развития данной технологии.

## Проблемы и ограничения, связанные с наличием таламического стимулятора
Имплантация таламического стимулятора значительно изменяет картину электрокардиограммы и электроэнцефалограммы, и приводит к появлению на них артефактов, связанных с наличием и работой таламического стимулятора. Кроме того, таламический стимулятор, как и многие другие типы имплантируемых медицинских устройств, несовместим с магнитно-резонансными томографами, магнитными рамками контроля безопасности в аэропортах и других общественных местах, а также другими источниками сильного электромагнитного излучения, такими, как телерадиобашни или ретрансляторы сотовой связи. Пациентам, имеющим вживленный таламический стимулятор, нельзя подвергаться магнитно-резонансной томографии, и не рекомендуется проходить магнитные рамки контроля безопасности, а также проживать вблизи или работать с источниками сильного электромагнитного излучения. Тем не менее, несмотря на эти ограничения, имплантация таламического стимулятора рассматривается как лучшая и более безопасная альтернатива паллидотомии, таламотомии или субталамотомии, поскольку она, в отличие от этих хирургических вмешательств, не является деструктивной и стопроцентно необратимой по своим последствиям для мозга.

## Побочные эффекты и осложнения
Возможные риски, побочные эффекты и осложнения этой хирургической операции включают в себя риск инфекции, инсульта, кровотечения, кровоизлияния в мозг, а также вероятность развития дизартрии.

## Таламический стимулятор в литературе и кино
Литературное описание лечения эпилепсии при помощи имплантации в таламус пациента электродов от таламического стимулятора можно найти в научно-фантастическом романе американского писателя Майкла Крайтона Человек-компьютер. Этот роман вышел в 1972 году, за 25 лет до того, как таламические стимуляторы были официально одобрены FDA для медицинского применения. В 1974 году по мотивам этого романа Майк Ходжес снял фильм Человек, несущий смерть.